# 松阪市立大河内小学校
松阪市立大河内小学校（まつさかしりつ おかわちしょうがっこう）は三重県松阪市の市立小学校。

## 校区
桂瀬町、笹川町、大河内町、矢津町、勢津町、辻原町、阪内町、柚原町、後山町

## 児童数
2009年5月1日の児童数は88人。